# جولای ساکالاوا
جولای ساکالاوا (نام علمی: Ploceus sakalava) نام یک گونه از سرده جولاها است.